# Abraham Wirszubski
Abraham (Abram) Wirszubski (jid. אברהם  וירשובסקי ur. 21 grudnia 1871 w Wilnie, zm. 1943 tamże) – polski lekarz psychiatra, działacz społeczny i syjonistyczny żydowskiego pochodzenia.

## Życiorys
Urodził się w rodzinie kupieckiej Morducha (Marka) i Feigi Wirszubskich. Do 10. roku życia uczył się w chederze, potem w II Gimnazjum Wileńskim, które ukończył w 1890. Następnie studiował medycynę na Uniwersytecie w Kazaniu. Dyplom z odznaczeniem otrzymał w 1896. Przez kolejne cztery lata praktykował w Oddziale Fizjologicznym Instytutu Medycyny Doświadczalnej w Petersburgu u Iwana Pawłowa i specjalizował się w neurologii i psychiatrii. W 1901 roku ożenił się z Pesą Rozental. 
Był naczelnym lekarzem Miejskiego Szpitala Żydowskiego przy ul. Zawalnej, ordynatorem oddziału psychiatrycznego Szpitala św. Jakuba i ordynatorem oddziału psychiatrycznego Szpitala Miejskiego Sawicz w Wilnie. Jeden z założycieli Wileńskiego Stowarzyszenia Miłośników Starożytności Żydowskiej (1913), potem przemianowanego na Żydowskie Stowarzyszenie Historyczno-Etnograficzne im. Sz. An-skiego. Był wiceprezesem i od 1925 Członkiem Honorowym Wileńskiego Towarzystwa Lekarskiego oraz wiceprezesem Wileńskiego Towarzystwa Psychiatrycznego. Należał do Polskiego Towarzystwa Psychiatrycznego.
Podczas niemieckiej okupacji Wilna przebywał w getcie, był ordynatorem szpitala w getcie. Chorował psychicznie. Został zamordowany podczas likwidacji getta we wrześniu 1943.
W jego dorobku naukowym znajduje się około 150 prac, w języku polskim, jidysz, rosyjskim i niemieckim. 
27 listopada 1929 odznaczony Krzyżem Oficerskim Orderu Odrodzenia Polski.

## Wybrane prace
- Работа желудочных желез при разных сортах жирной пищи: Дис. на степ. д-ра мед. А.М. Виршубского. Санкт-Петербург: С.-Петерб. коммерч. типо-лит., 1900
- К вопросу об акропарэстезии. Вильна: Вилен. окр. лечебница, 1904
- Еврейское законодательство о разводе у душевнобольных. типография Пирожникова, 1907
- Grundriss der Lehre von Infantilismus. Allgemeine Wiener Medizinische Zeitung 57, 71–, 83–, 1912
- Ein Fall von familiärer spastischer Spinalparalyse. Neurologisches Centralblatt 32, 1025–1027, 1913
- Ein Fall von Polydipsie als einer Varietät der Hysteria monosymptomatica. Neurologisches Centralblatt 37, 315, 1918
- Ein Fall von Polyneuritis im Anschluss an Lyssaschutzimpfungen. Neurologisches Centralblatt 37, 586–588, 1918
- Letargiczne zapalenie mózgu. Nowiny Lekarskie 35 (4), s. 224–231, 1923
- Coma neoplasmaticum. Nowiny lekarskie 38 (7), s. 256–258, 1926
- Historja Szpitala Żydowskiego w Wilnie. Pamiętnik Wileńskiego Towarzystwa Lekarskiego 2 (3), s. 199–205, 1926
- К вопросу о coma neo-plasmaticum. Практ. врач  № 5, 1926
- Fizyczne wychowanie młodzieży. Folks-gezunt 10, 1927
- O rażeniu słonecznem. Nowiny Lekarskie 39, 21, s. 740–741, 1927
- Odruchy względne. Nowiny Psychjatryczne 4 (3), s. 158–166, 1927
- Pierwszy zjazd lekarzy Żydów. Folks-gezunt 12, 1928
- Kilka uwag w sprawie kolonji Deksna. Folks-gezunt 21, 1928
- Błędy w praktyce. Pamiętnik Wileńskiego Towarzystwa Lekarskiego 4, 2, s. 82–83, 1928
- W sprawie „Patronage familiale”. Folks-gezunt 18, 1928
- Zarys wakcynoterapii w neurologji i psychjatrji. Nowiny Psychjatryczne 5 (1/2), s. 22–29, 1928
- Zarys zagadnienia rzekomych guzów mózgowych. Pamiętnik Wileńskiego Towarzystwa Lekarskiego 5, 6, s. 521–522, 1929
- Nerwica narządowa. Pamiętnik Wileńskiego Towarzystwa Lekarskiego 5, 5, s. 365–368, 1929
- Dybuk. Folks-gezunt 20, 1929
- Epidemja samobójstw u Żydów. W: Księga Pamiątkowa I Krajowego Zjazdu Lekarskiego „Tozu" w roku 1928. Warszawa, 1929 s. 103–105
- Swoista psychoza opętania u Żydów. Warszawskie Czasopismo Lekarskie 6 (51), s. 1198–1200, 1929
- Alkoholizm u żydów. Medycyna Warszawska 4 (14), s. 461–462, 1930
- Objawy głodu morfinowego u noworodka. Pamiętnik Wileńskiego Towarzystwa Lekarskiego 6, 1, s. 42–44, 1930
- Historja psychjatrji u starożytnych żydów. Rocznik Psychiatryczny 13, s. 210–213, 1930
- Dwa przypadki nowotworów płatów czołowych. Nowiny Lekarskie 43, 10, s. 339–342, 1931
- Kilka uwag w sprawie etiologii i rozpoznawania porażenia połowiczego. Medycyna 5, 23, s. 801–803, 1931
- Rozwód z powodu choroby psychicznej w świetle żydowskiego prawa religijnego. Nowiny Psychjatryczne 3/4, 210–218, 1931
- Pierwiastki psychopatologiczne Kabały. Nowiny Psychjatryczne 8, s. 36–45, 1931
- Zespół nerwowo-psychiczny na tle zaczadzenia. Rocznik Psychiatryczny 18/19, s. 62–68, 1932
- Omówienie przypadku bluźnierstwa. Rocznik Psychiatryczny 21 (2), s. 356–361, 1933
- Lęk obcego wzroku. Medycyna 8, 4, s. 125–127, 1934
- Przymus sterylizacji w Niemczech pod względem psychjatrycznym. Nowiny Psychiatryczne 11, s. 242–250, 1934
- O narkolepsji. Medycyna 8, 14, s. 457–458, 1934
- Zagadnienie demonologii u Żydów. Nowiny Psychiatryczne 11, s. 243–249, 1934
- 800-lecie urodzin Mojżesza Majmonidesa. Warszawskie Czasopismo Lekarskie 12, 15, s. 311–313, 1935
- Psychozy pooperacyjne. Medycyna, 1935
- Przypadek psychozy u dziecka 8-letniego na tle kiły. Medycyna, 1935
- Dziedziczoność w chorobach umysłowych. Folks-gezunt 13 (5), 1936
- Alkohologja w Piśmie Świętym. Medycyna Społeczna nr 9–10, 1936
- Nauka o duszy a teologia żydowska. Medycyna Społeczna, 1936
- Rasizm jako zagadnienie medycyny społecznej. Medycyna Społeczna (1936)
- Żydowskie przesądy religijne o menstruacji w świetle nowoczesnej medycyny. Medycyna Społeczna nr 1–2 (1936?)
- Neuropatologia porównawcza u żydów i u innych narodów. Pamiętnik Wileńskiego Towarzystwa Lekarskiego 12, 4/5, s. 251–259, 1936
- Freud i jego uczniowie. Folks-gezunt 13 (12), 1936
- Przypadek psychozy histerycznej. Medycyna 10 (9), 1936
- O przejawach psychopatologicznych po amputacji. Medycyna 11, 20, s. 709–710, 1937
- Rasizm jako zagadnienie medycyny społecznej. Higiena Psychiczna 4 (1/2), 1938
- Ataki lotnicze w świetle psychiatrii społecznej. Folks-gezunt 16 (4), 1939
- История еврейского госпиталя в Вильнюсе. Виленский альманах. Вильнюс, 1939